# Vandana De Boeck
Vandana De Boeck (7 oktober 1977) is een Belgische presentatrice, actrice en model.
Na haar middelbare studies ging Vandana Secretariaatsbeheer studeren aan de HAM-hogeschool. Deze studie maakte ze echter niet af. Ze werkte twee jaar als directiesecretaresse, daarna werkte ze een jaartje in de IT-sector. Ze heeft daarnaast ook altijd gewerkt als model.
Haar grote droom was 'iets doen in de media'. Daarom deed ze in 1997 mee aan de Miss Belgian Beauty-verkiezing, waarbij ze als vierde eindigde. Ze deed in 2000 mee aan de VT4-babe-verkiezing, waar ze tweede werd. Daarnaast was ze te zien als achtergrondzangeres bij Tien Om Te Zien en De Droomfabriek. 
Dankzij haar deelname aan de VT4-babe-verkiezing, werd ze in 2002 kort omroepster bij VT4. Die job gaf ze al vlug op voor de rol van Lovely Van der Venne in de VTM-soap Familie. Haar rol werd in 2006 uit de serie geschreven: Lovely is naar Afrika getrokken. In 2013 keert Vandana eenmalig terug als Lovely in Familie via een Skype-gesprek.
Vandana is ook tijdelijk de presentatrice geweest van Het Laagste Unieke Bod, eveneens op VTM, tot An Jaspers Vandana's job overnam. Eind 2006 was Vandana te zien in Big Brother VIPS.